# بترا شميت
بترا شميت (بالمجرية: Schmitt Petra)‏ هي لاعب كرة مضرب مجرية، ولدت في 24 أكتوبر 1971.

## وصلات خارجية
- بترا شميت على موقع رابطة محترفات التنس (الإنجليزية)
- بترا شميت على موقع الاتحاد الدولي لكرة المضرب (الإنجليزية)
- بترا شميت على موقع كأس بيلي جين كينغ (الإنجليزية)
- بترا شميت على موقع خلاصة التنس.كوم (الإنجليزية)